# Nemoraea vagabunda
Nemoraea vagabunda är en tvåvingeart som beskrevs av Johann Wilhelm Meigen 1838. Nemoraea vagabunda ingår i släktet Nemoraea och familjen parasitflugor. Inga underarter finns listade i Catalogue of Life.